# EFFY
EFFY（エフィー、1987年7月9日 - ）は、日本のキーボーディスト、作曲家、編曲家。埼玉県さいたま市出身。株式会社ファースト・コールミュージック所属。血液型はB型。

## 来歴・人物
幼少の頃からエレクトーンを始め、洗足学園音楽大学卒業後、2011年に中川翔子の「つよがり」のキーボード演奏でデビュー。以降、劇伴やテレビやラジオのCM音楽など、歌物、インスト問わず多岐にわたるジャンルの音楽を幅広く手がけている。また、キーボーディスト・ピアニストとしても、数々のアーティストのライブサポートやレコーディングに参加。近年ではJ-POPだけではなくオーケストラと競演するなど活動の幅を広げている。

## 主な作品

### アーティスト関連楽曲
- Mrs. GREEN APPLE
  - Soranji（大森元貴と共編曲）　
    - Attitude（Add.Synthesizer Programming、弦アレンジ)
    - CHEERS（Add.Synthesizer Programming)
- Kis-My-Ft2
  - 王国の蝶（編曲）
- BRADIO（全般：サウンドプロデュース、キーボード、プログラミング）
  - 幸せのシャナナ（編曲）
- 天童よしみ
  - ええやないか！（編曲）
- 私立恵比寿中学
  - 青春ゾンビィィズ（編曲）
- 水樹奈々
  - Angel Blossom（編曲）
  - NECESSARY（編曲）
  - GLORIA（編曲）
  - SUMMER PIRATES（編曲）
  - Higher Dimension（共作曲・編曲）
- 水瀬いのり
  - シネマチックダイアリー（編曲、キーボード、プログラミング）
  - 君色プロローグ（作曲・編曲、キーボード、プログラミング）
  - Catch the Rainbow！(編曲、キーボード、プログラミング)
  - アイオライト（編曲[2]）
- 田村ゆかり
  - Endless Story（キーボード、プログラミング）
  - W:Wonder tale（キーボード、プログラミング）
  - Fantastic future（キーボード、プログラミング）
  - 秘密の扉から会いにきて（編曲）※太田雅友と共同
- 三森すずこ
  - グローリー！（作曲・編曲）
  - TINY TRAIN TOUR（編曲）
  - 夢飛行（編曲）
  - SAKURA dreamers（編曲）
- 中川翔子
  - つよがり（キーボード）
- SCREEN mode（全般：キーボード、プログラミング）
- i☆Ris
  - trust（作曲）
  - Fanfare（作曲）
  - Ready Smile!!（編曲）
  - Garnet（編曲）
  - Raspberry night（編曲）
- 岡咲美保
  - スターフラワー（編曲）[3]
- れるりり
  - 神のまにまに feat.樋口楓（編曲）
- ラブライブ！
  - μ's
    - 僕たちはひとつの光（編曲）
- ラブライブ!サンシャイン!!
  - Aqours
    - MIRAI TICKET（作曲・編曲）
    - ジングルベルがとまらない（編曲）
    - 青空Jumping Heart（編曲）
    - 夢で夜空を照らしたい（編曲）
    - サンシャインぴっかぴか音頭（編曲）
    - 決めたよHand in Hand（ブラスアレンジ）
    - HAPPY PARTY TRAIN（編曲）
    - 未来の僕らは知ってるよ（編曲）
    - MY舞☆TONIGHT（作曲・編曲）
    - WONDERFUL STORIES（編曲）
    - One More Sunshine Story（作曲・編曲）
    - 僕らの走ってきた道は…（作曲・編曲）
    - Brightest Melody（編曲）
    - Never giving up!（作曲・編曲）
    - KOKORO Magic “A to Z”（作曲・編曲）
    - LIVE with a smile!（編曲）
- ラブライブ!虹ヶ咲学園スクールアイドル同好会
  - 虹ヶ咲学園スクールアイドル同好会
    - LIVE with a smile!（編曲）
- ラブライブ!スーパースター!!
  - Liella!
    - 未来予報ハレルヤ！（作曲）
    - 常夏☆サンシャイン（作曲・編曲）
    - バイバイしちゃえば！？（編曲）
    - LIVE with a smile!（編曲）
    - Including you（編曲）
    - MIRACLE NEW STORY（編曲）
- ラブライブ!蓮ノ空女学院スクールアイドルクラブ
  - 蓮ノ空女学院スクールアイドルクラブ
    - On your mark（作曲・編曲）
    - DEEPNESS（編曲）
    - Link to the FUTURE(編曲)
    - ハッピー史上主義!(編曲)
- THE IDOLM@STER
  - アイドルマスター ミリオンライブ!
    - Birth of Color（作曲・編曲）
    - 星屑のシンフォニア（作曲・編曲）
    - サンリズム・オーケストラ♪（作曲・編曲）
    - Beat the World!!!（作曲・編曲）
    - 祈りの羽根（作曲・編曲）
    - Episode. Tiara（作曲・編曲）
    - Brand New Theater!（編曲）
    - CAT CROSSING（編曲）
    - 咲くは浮世の君花火（編曲）
    - Shamrock Vivace（作曲・編曲）

  - アイドルマスター SideM
    - Reason!!（作曲・編曲）
    - THE FIRST STAR（作曲・編曲）
    - STARLIGHT CELEBRATE!（作曲・編曲）
    - THE FIRST STAR（作曲・編曲）
    - Beyond The Dream（作曲・編曲）
    - A CUP OF HAPPINESS（作曲・編曲）
    - その場所へ行くために-KEEP ON FIGHTING-（作曲・編曲）
    - NEXT STAGE！（作曲・編曲）
    - HIGH JUMP NO LIMIT（編曲）
    - Fine Day！ Find Way！（編曲） TRUE
- TRUE
  - サウンドスケープ（編曲）
  - Fraction（編曲）
- ZAQ
  - NO RULE MY RULE（ブラスアレンジ）
  - あゆむひと（弦アレンジ）
- DearDream
  - シンアイなる夢へ！（編曲）
  - ALL FOR SMILE!（作曲・編曲）
- Ray
  - Wonderful Catcher（編曲）
  - 約束train（編曲）
- 花澤香菜
  - HEAVEN's TALE
- Pile
  - 金糸雀（作曲・編曲）
- ウマ娘 プリティーダービー
  - Fanfare for Future（編曲）
  - WINnin'5 - ウイニング☆ファイヴー（編曲）
- FIVE STARS
  - Bright Future（作曲）
- すとぷり
  - パレットダンス（作曲・編曲）
- 結城アイラ
  - LOVE&GAME（編曲）
- 樋口楓
  - TOBI-DERO！（編曲）
  - Victory West!（編曲）
- 麻倉もも
  - ふたりシグナル（編曲）
- IDOLY PRIDE
  - スフォルツァート（編曲）

### アニメ・特撮関連楽曲
- カードファイト!! ヴァンガード リンクジョーカー編
  - Ride on fight!（編曲）
- 俺の彼女と幼なじみが修羅場すぎる
  - 劇伴
  - Girlish Lover（編曲）
- 結城友奈は勇者である
  - 時計仕掛けの記憶（編曲）
  - EXODUS（編曲）
- ラクエンロジック
  - 行け! 空飛ぶDreamer（作曲・編曲）
- かみさまみならい ヒミツのここたま
  - きみとしあわせをあつめよう（編曲）
- 無彩限のファントム・ワールド
  - 劇伴
- 烈車戦隊トッキュウジャー
  - Choo Choo WAGON（編曲）
- アイドルマスター SideM
  - テレビアニメ・劇伴
- アイドルマスター SideM 理由あってMini!
  - テレビアニメ・劇伴
- アイドルマスター ミリオンライブ!
  - 海風とカスタネット（作曲・編曲）
- ミュークルドリーミー
  - ミライくるくるユメくるる！（作曲・編曲）
- 温泉むすめ
  - Road to Shine（編曲）
- トロピカル〜ジュ!プリキュア
  - Viva! Spark!トロピカル〜ジュ！プリキュア（作曲・編曲）
- 美少年探偵団
  - 劇伴
- Extreme Hearts
  - 劇伴
- わんだふるぷりきゅあ!
  - わんだふるぷりきゅあ！evolution!!（作曲・編曲）
- HIGHSPEED Étoile
  - 劇伴